# Batalla de Berga (1840)
La batalla de Berga  de 1840 fou la darrera batalla de la Primera guerra carlina.

## Antecedents
La guerra gairebé es va donar per acabada al nord amb el Conveni de Bergara el 31 d'agost de 1839 que establia el respecte als furs bascos, però que no fou acceptat a Catalunya ni al Maestrat (sí que es van sotmetre les partides carlines de Galícia, Extremadura, Astúries, i La Manxa). L'exèrcit liberal de Leopoldo O'Donnell, en poder concentrar totes les forces militars en un sol front va poder ocupar, finalment, el territori de Ramon Cabrera i Grinyó tot obligant-lo a marxar sobre Catalunya, creuant l'Ebre la nit de l'1 al 2 de juny.
Tot i les disputes internes en el si de la Junta Superior carlina de Catalunya, on el general Josep Segarra havia intentat reorganitzar el moviment carlí la guerra va continuar amb vigor tot tenint lloc algunes accions importants com la de Peracamps a la primavera de 1840, després de la qual Segarra fugí a Vic i el comandament carlí passà a Ignasi Brujó fins a l'arribada de Cabrera. Amb tot, la superioritat numèrica de l'exèrcit de la reina i les dissensions internes del carlisme van dificultar qualsevol resistència.

## Batalla
Ramon Cabrera i Grinyó va preparar la darrera defensa a Berga, on les tropes d'Espartero van arribar des de Manresa. El 4 de juliol, presentà batalla disposant dues divisions en el flanc dret, dues en l'esquerre i la resta avançant pel centre, però després de quatre dies de setge, Cabrera abandonà la fortalesa.

## Conseqüències
Amb la caiguda de la vila, el castell i les fortificacions, es perderen 17 peces d'artilleria, i Ramon Cabrera i Grinyó va haver de passar a França el 6 de juliol del 1840 amb 4600 infants i 300 genets per Castellar de n'Hug, cosa que va suposar el final de la guerra i l'exili a França dels carlins fins a l'amnistia de 1841.